# Couto Pereira Stadion
Az Major Antônio Couto Pereira stadion, gyakran egyszerűen Couto Pereira, a Coritiba FBC hazai pályája 1932 óta a brazíliai, Paraná állambeli Curitiba városában. A nevében Major Antônio Couto Pereirára emlékezik, aki a klub elnöke volt 1926-ban, 1927-ben és 1930–33 között. Ő kezdte el a stadion építését.

## Története
1927-ben a klub akkori elnöke, Major Antônio Couto Pereira, 36 300 négyzetméteres stadiont építtetett száz brazil realt fizetve érte. A tervek elkészülte és az átadás (ami magába foglalta a klubszékhely Alto da Glória kerületbe költöztetését), majdnem 5 évig tartott.
A stadion eredetileg Belfort Duarte nevét viselte. Azért ezt a nevet kapta, mert a Coritiba tanácsadói nem jutottak egyezségre a stadion elnevezéséről. A Belfort Duarte nevet Pereira elnök ideiglenes névként választotta, de csaknem 45 éven át használatban volt. 
A stadion reflektorait 1942-ben avatták fel, 4–2-re verték az Avaít.
1977. február 28-án egy közgyűlési határozat alapján a stadiont átnevezték az Estadio Major Antônio Couto Pereira névre a korábbi klubelnök halála után.
1988-ban egy árok épült a pálya mellett, megakadályozva a pályára rohanó szurkolókat és modern kinézetet adott az arénának. Ugyanekkor épültek a kabinok is, amelyek habár csökkentették a befogadóképességet, kényelmesebbé tették a stadiont.
A nyitómeccset 1932. november 20-án játszották, 4–2-re verték az América csapatát. Az első gólt a hazai Gildo lőtte.
A nézőszám meccsen 1983. május 15-én volt a legmagasabb, amikor az Atlético-PR 2-0-ra verte a Flamengót.
Mindent együttvéve 1980. augusztus 5-én voltak a legtöbben, 70 000 ember nézte meg II. János Pál pápa látogatását.

## Fordítás
Ez a szócikk részben vagy egészben  az   Estádio Couto Pereira című angol Wikipédia-szócikk ezen változatának fordításán alapul.  Az eredeti cikk szerkesztőit annak laptörténete sorolja fel. Ez a jelzés csupán a megfogalmazás eredetét és a szerzői jogokat jelzi, nem szolgál a cikkben szereplő információk forrásmegjelöléseként.